# USS Yorktown (CV-5)
La USS Yorktown (hull classification symbol CV-5) fu una portaerei della United States Navy, prima unità dell'omonima classe; combatté nell'Oceano Pacifico durante la seconda guerra mondiale, andando perduta al termine della battaglia delle Midway.

## Seconda guerra mondiale
La Yorktown, assegnata inizialmente alla flotta del Pacifico, venne trasferita nella primavera 1941 nel settore dell'Atlantico per rafforzare le forze navali americane impegnate a supportare la Royal navy nella "guerra dei convogli" contro la minaccia degli U-Boot tedeschi. Dopo il disastro di Pearl Harbor l'ammiragliato statunitense decise di potenziare la flotta portaerei nel Pacifico, limitata in quel momento solo a tre navi, la USS Enterprise (CV-6), la USS Lexington (CV-2) e la USS Saratoga (CV-3). Pertanto la Yorktown attraversò il canale di Panama e arrivò alla base di San Diego, prima di trasferirsi alle Hawaii.
Agli ordini dell'ammiraglio Fletcher formò la nuova Task Force 17, il 30 dicembre 1941. La prima missione fu alle isole Marshall. La Yorktown fu scortata da due corazzate e la missione andò a buon fine, un successo sui Giapponesi. Agli inizi di maggio 1942 ebbe luogo la battaglia del Mar dei Coralli, nella quale la Yorktown venne pesantemente danneggiata da attacchi aerei giapponesi, ma riuscì a fare ritorno a Pearl Harbor, dove riparazioni che richiedevano settimane furono effettuate in tre giorni.
In seguito, il 4 giugno 1942, le forze navali americane che comprendevano tre portaerei, la Yorktown, l'Enterprise e la Hornet riportarono una schiacciante vittoria a Midway, affondando con i bombardieri di picchiata ben quattro portaerei giapponesi. La Yorktown venne bombardata da aerei giapponesi ed infine silurata ed affondata dal sommergibile giapponese I 168. Nella stessa azione venne silurato e affondato il cacciatorpediniere americano Hammann, il quale si era affiancato alla portaerei per prestarle soccorso.